# Damara (peuple)
Pour les articles homonymes, voir Damara (homonymie).

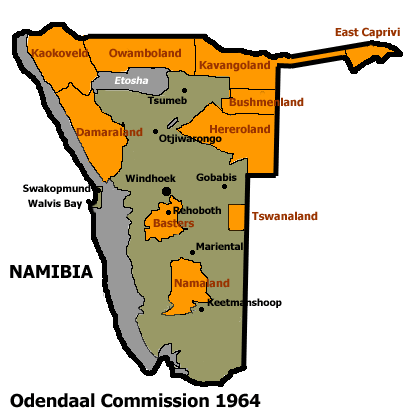
Le Damaraland dans le plan Odendaal de 1964

Les Damara sont un groupe ethnique d'Afrique australe, présent au centre et au sud de la Namibie.  À la fin du XXe siècle, ils sont plus de 100 000 et représentent 8 % de la population namibienne. 

## Ethnonymie
Les Damara se nomment eux-mêmes Daman, où le n final est la marque du pluriel, ou bien ǂNūkhoen, de ǂNū, qui signifie noir, et khoe, qui signifie être humain  comme dans Khoikhoi. Cette dénomination est une appropriation de la négritude comme l'est en kikongo le terme de Fiote. Le terme de Damaqua est un exonyme forgé par les Nama à partir du radical Dama, et du suffixe qwa, qui désigne un peuple. L'étymologie de Dama est inconnue.
Les ǂNūkhoen habitants la Namibie sont distingués des ǀGowanīn, habitants du Kalahari qui partagent la même langue khoïkhoï, nonobstant des différences dialectales plus ou moins importantes. Les ǀGowanīn sont qualifiés de Damara des sables et forment aujourd'hui un des trente quatre sous groupes ethniques des Damara. C'est pourquoi l'ensemble des autres Damara, habitants de Namibie, ont souvent été désignés sous un terme signifiant Damaras des collines, en allemand Bergdama ou  Bergdamara, en anglais Hill Damaras.
Si les Daman partagent avec les Namaqua la même langue, ils ne se considèrent cependant pas comme des leurs, et réciproquement. Ils sont séparés par la géographie mais aussi le mode de vie. Leur différence physique moyenne est évidente pour les anthropologues sensibles à ce genre de mesure, ce qui pourrait s'expliquer par une origine plus ancienne. Les Dama sont issus d'un isolat de chasseurs-cueilleurs. Avec les Twas, les Sandawe et quelques autres populations, qui habitent en particulier dans le bassin de l'Okavango, ils témoignent d'une vraisemblable diversité anthropologique africaine que le néolithique a abolie. À en croire quelques emprunts dans le domaine de la religion, ils seraient des autochtones qui auraient été acculturés par les San. Ils partageraient leur origine avec les Kwadi, population aujourd'hui éteinte, mais aussi les Kwisi (en) et les Cimba (en), qui eux ont été acculturés par les Hereros, lesquels ont eux-mêmes une origine complexe liée plus à l'adoption et au développement du pastoralisme qu'à une légendaire migration.

## Histoire
Leur origine est encore mal connue. Selon les anthropologues, assimilés à des peuples khoïsan, ils pourraient cependant être le premier groupe bantou (originaire d'Afrique centrale) à être venu s'installer en Namibie vers le IXe ou Xe siècle. 

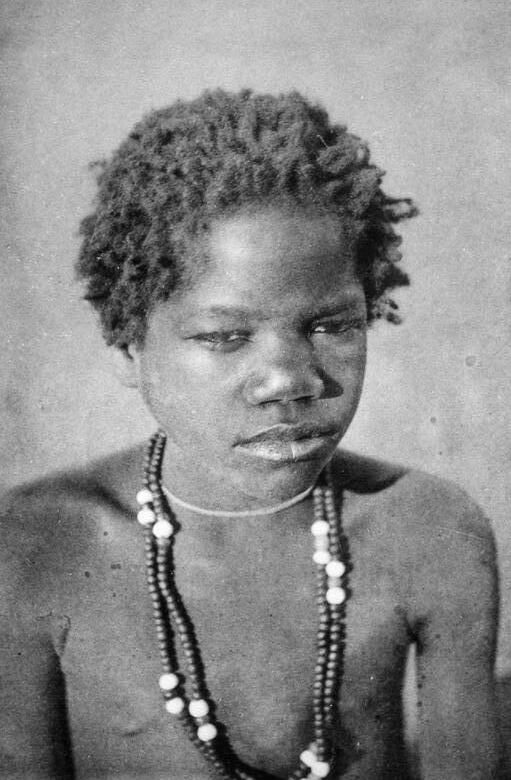
Jeune Damara (Archives fédérales d'Allemagne, 1897)

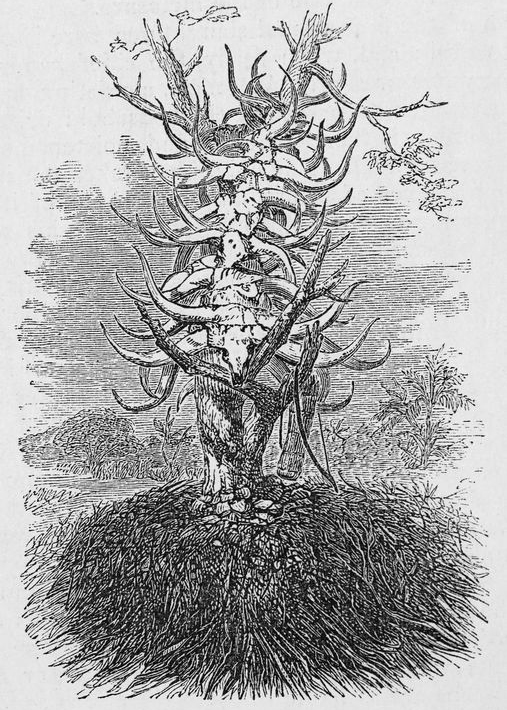
Sépulture damara (gravure 1857)

Les Damara occupèrent le centre de la Namibie, mais ils furent repoussés par les vagues migratoires successives et belliqueuses de peuples venant du sud tels que les Namas et les Oorlam vers les années 1820, mais aussi par ceux venant du nord comme les Héréro qui les réduisirent en esclavage. 
Affranchis de leur servage à la fin du XIXe siècle par l'administration coloniale allemande, les Damara ont longtemps été assignés dans leurs territoires dits ancestraux du Damaraland. Ces territoires furent constitués administrativement en bantoustan sous le régime de l'apartheid lorsque l'Afrique du Sud dirigeait le Sud-Ouest africain (aujourd'hui la Namibie). C'est en 1970 que fut fondé et géographiquement délimité le Damaraland, par le rapport Odendaal. Ce territoire comptait 44 000 habitants et la capitale était Khorixas 11 000 habitants). 
Le Damaraland fut incorporé en 1992 dans la nouvelle région post-apartheid de Kunene.

## Langues

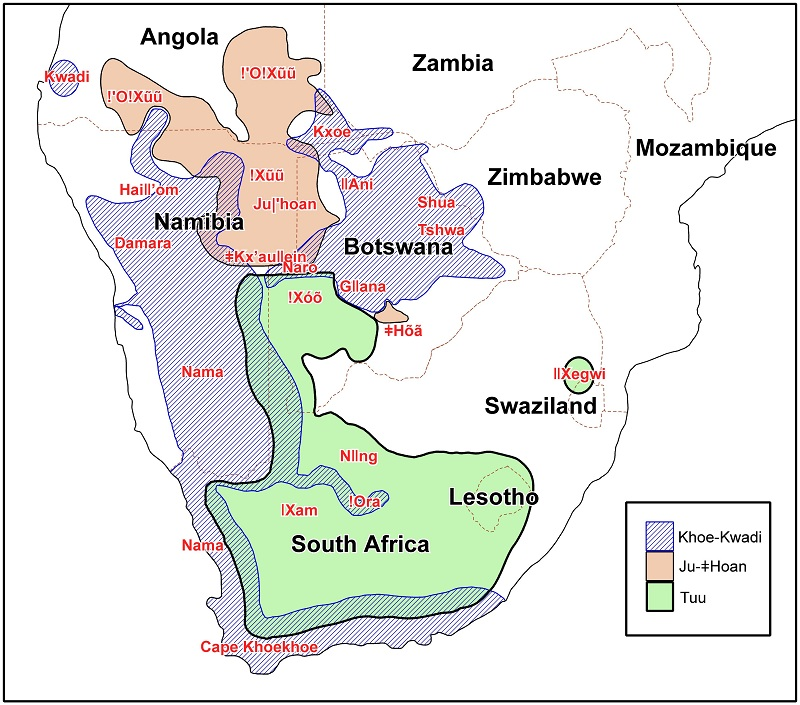
Les Damara dans le complexe linguistique régional non bantou, les langues čKxʼa, touou et khoe–kwadi.

Less Damaras parlent la langue nama mais certains ont adopté le héréro.

### Filmographie
- (en) Tate Penda, film de fiction d'Errol Geingob, Namibie, 2006, 77'

### Sources
1. 1 2 3 4  (en) James Stuart Olson, « Damara » in The Peoples of Africa : An Ethnohistorical Dictionary, Greenwood Publishing Group, 1996, p. 137
2. ↑  (en) Mohamad Z. Yakan, « Damara », in Almanac of African Peoples & Nations, Transaction Publishers, New Brunswick, N.J., 1999, p. 275-276  (ISBN 9781560004332)
3. ↑  Source Bibliothèque du Congrès
4. ↑  R. Knussmann (de), « Bericht über eine anthropologische Forschungsreise zu den Dama in Südwestafrika », in Homo – Zeitschrift für die vergleichende Biologie des Menschen, no 20, p. 34-66, Institut de recherche anthropologique de l'université de Mayence, Mayence, 1969.
5. ↑  R. Knussmann (de) & R. Knussmann, « Die Dama — eine Altschicht in Südwestafrika? », in Journal der Südwestafrikanische Wissenschaftlige Gessellschaft, no 24, p. 9-32, SWA Gesellschaft, Windhoek, 1970.
6. ↑  H. Vedder (de), « Die Berg Damara. In The native tribes of South West Africa. », p. 40, in Cape Times, Le Cap, 1928.
7. ↑  R. Blench (en), « Are the African Pygmies an ethnographic fiction ? », in Karen Biesbrouck, Stefan Elders & Gerda Rossel, Central african hunter-gatherers in mutlidisciplinary perspective : challenging elusiveness., p. 41-60, Onderzoekschool voor Aziatische, Afrikaans en Amerindische Studies Universiteit Leiden, Leyde, 1999.
8. ↑  I. Schapera, The Khoisan peoples of South Africa, p. 397, Keegan Paul (en), Londres, 1930.
9. ↑  G.T. Nurse, J.S. Weiner & T. Jenkins, The peoples of Southern Africa and their affinities, p. 151, Clarendon Press, Oxford, 1985.